# Lycaste groganii
Lycaste groganii là một loài thực vật có hoa trong họ Lan. Loài này được E.Cooper mô tả khoa học đầu tiên năm 1931.